# Spine Tingler! The William Castle Story
Spine Tingler! The William Castle Story è un documentario del 2007 diretto da Jeffrey Schwarz sul regista di Hollywood William Castle, specializzato in produzioni low budget e film horror di serie B.

## Descrizione
Accolto come un "ritratto vivido e palpitante", il documentario include interviste con la figlia di Castle, Terry, e con John Waters, Joe Dante, John Landis, Leonard Maltin, Roger Corman, John Badham, Diane Baker, e Marcel Marceau, tra gli altri. Spine Tingler! debuttò all'AFI Fest dell'American Film Institute del 2007 e fu premiato con l'Audience Award for Best Documentary. Il documentario ricevette molti altri premi e venne successivamente distribuito all'interno del cofanetto retrospettivo dedicato alle opere di William Castle prodotto dalla Sony Pictures Home Entertainment (2009). Dal 2011 il film è disponibile in streaming su Vimeo. Inoltre, è stato trasmesso negli Stati Uniti su The Documentary Channel e TCM.

## Accoglienza
Attualmente, Spine Tingler! The William Castle Story ha un indice di gradimento del 100% sul sito web Rotten Tomatoes, basato su cinque recensioni da parte di critici professionisti.